# Anoplocapros lenticularis
Anoplocapros lenticularis är en fiskart som först beskrevs av Richardson 1841.  Anoplocapros lenticularis ingår i släktet Anoplocapros och familjen Aracanidae. Inga underarter finns listade i Catalogue of Life.

## Bildgalleri

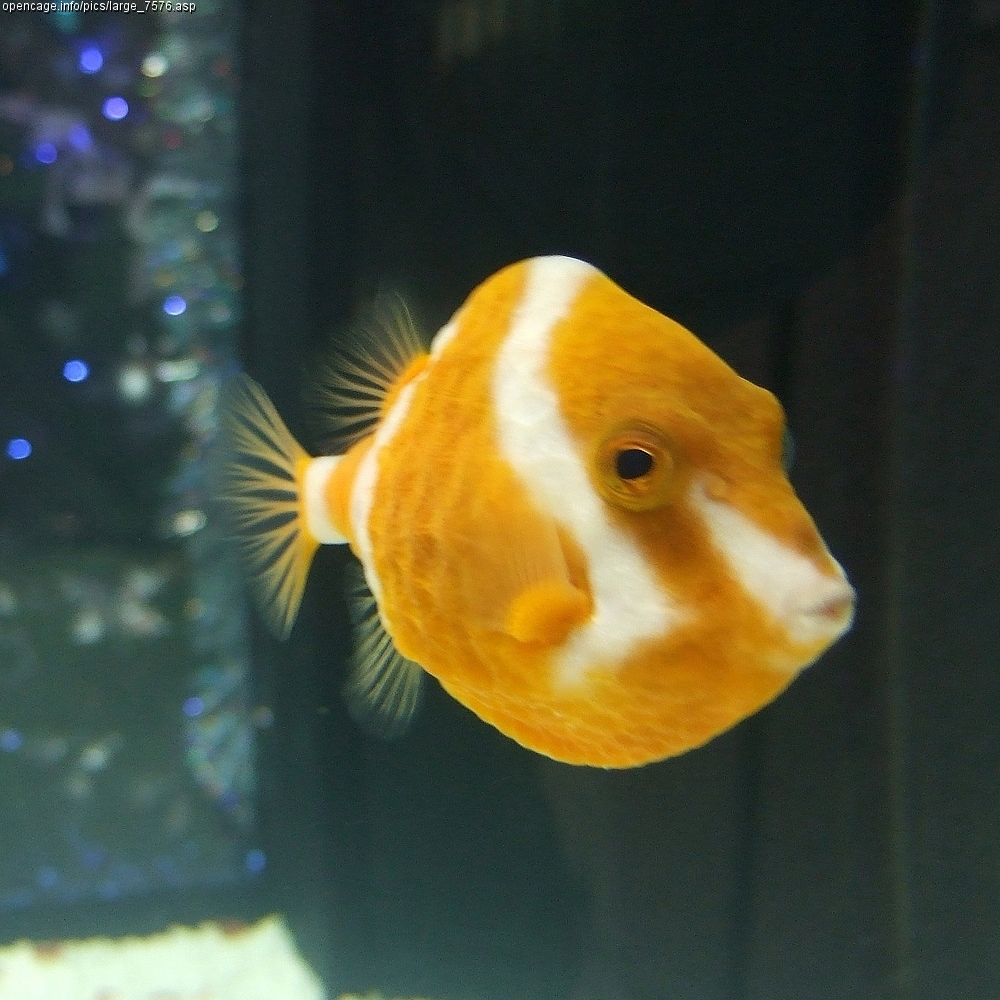
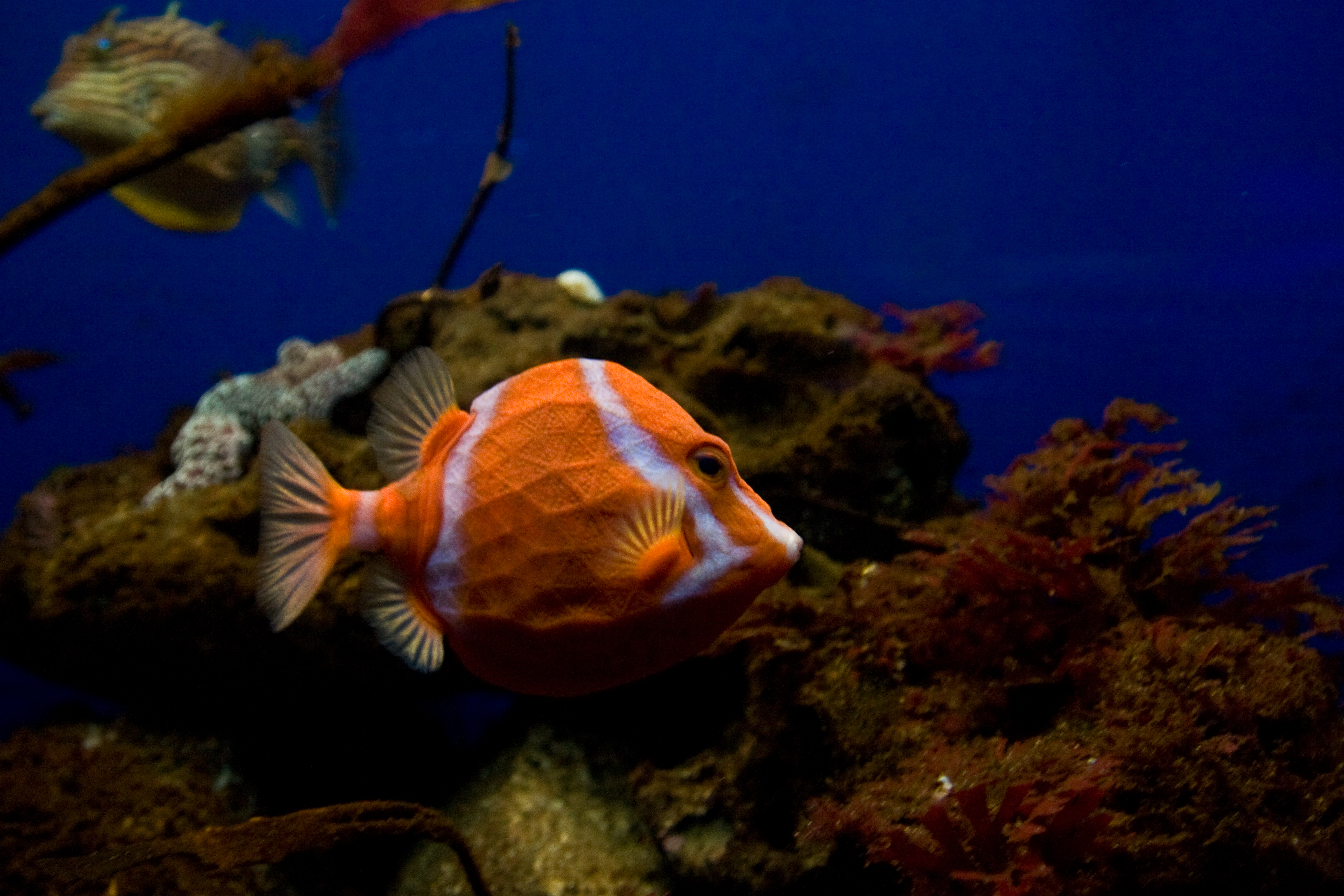
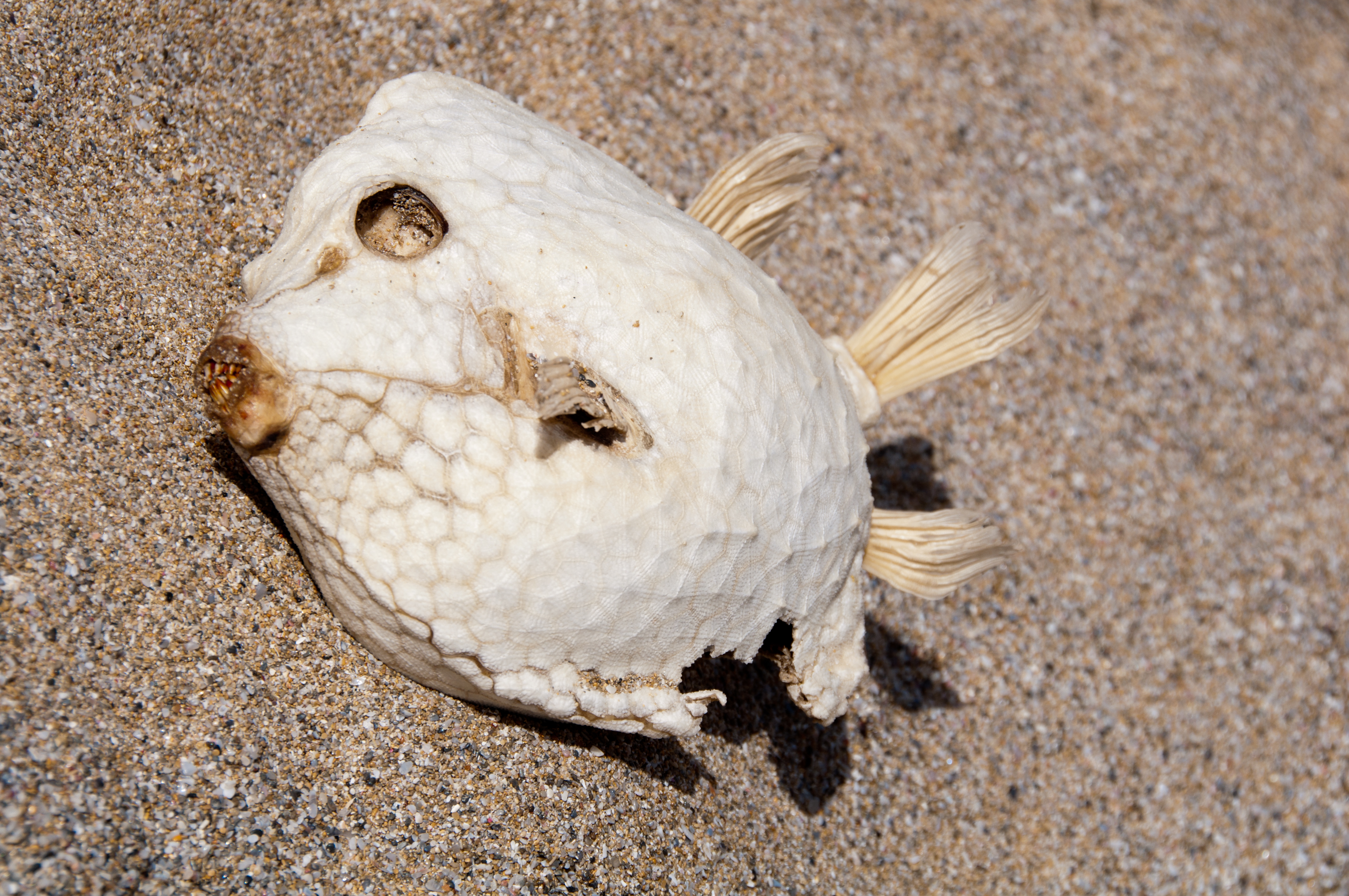
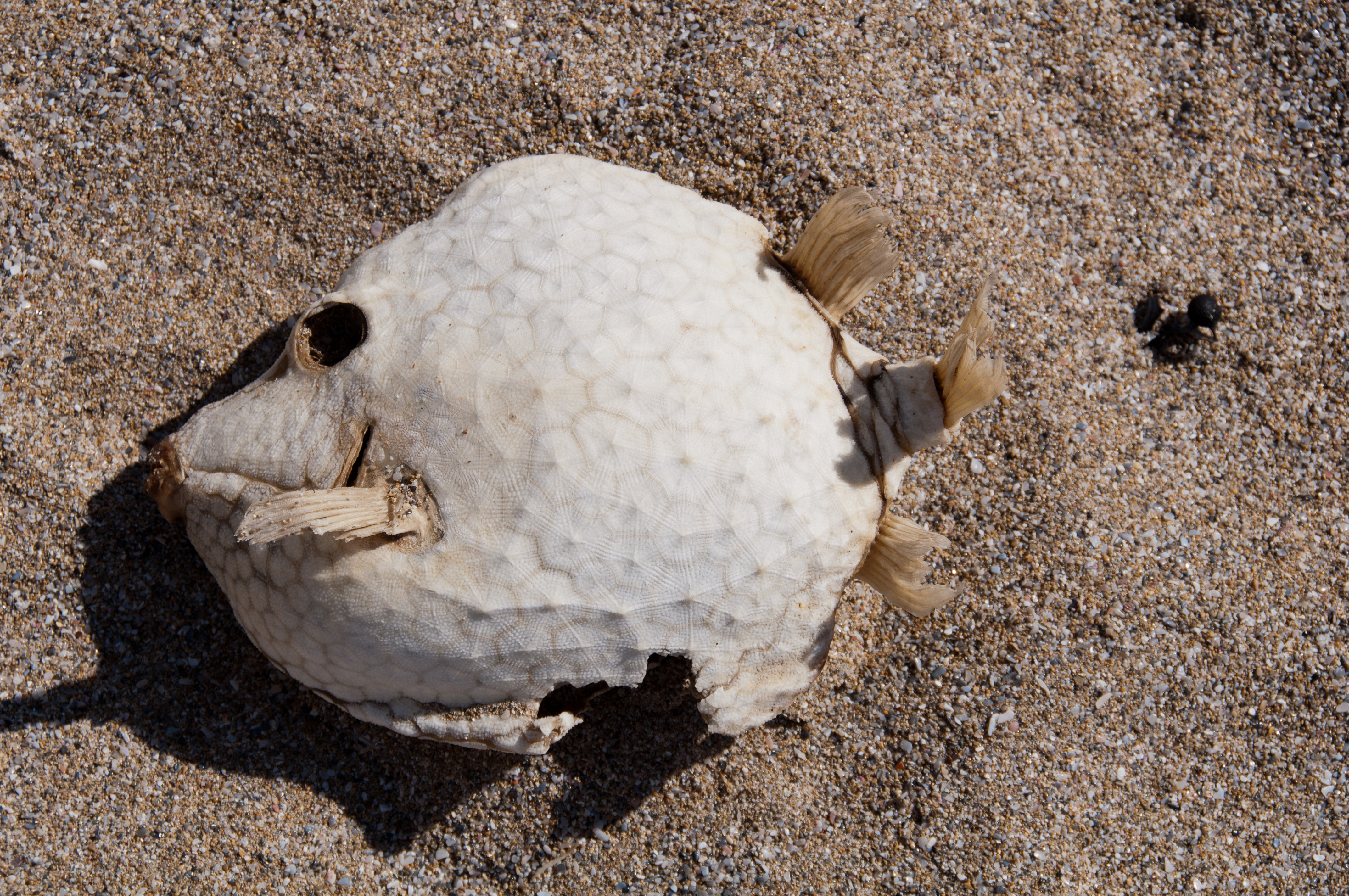
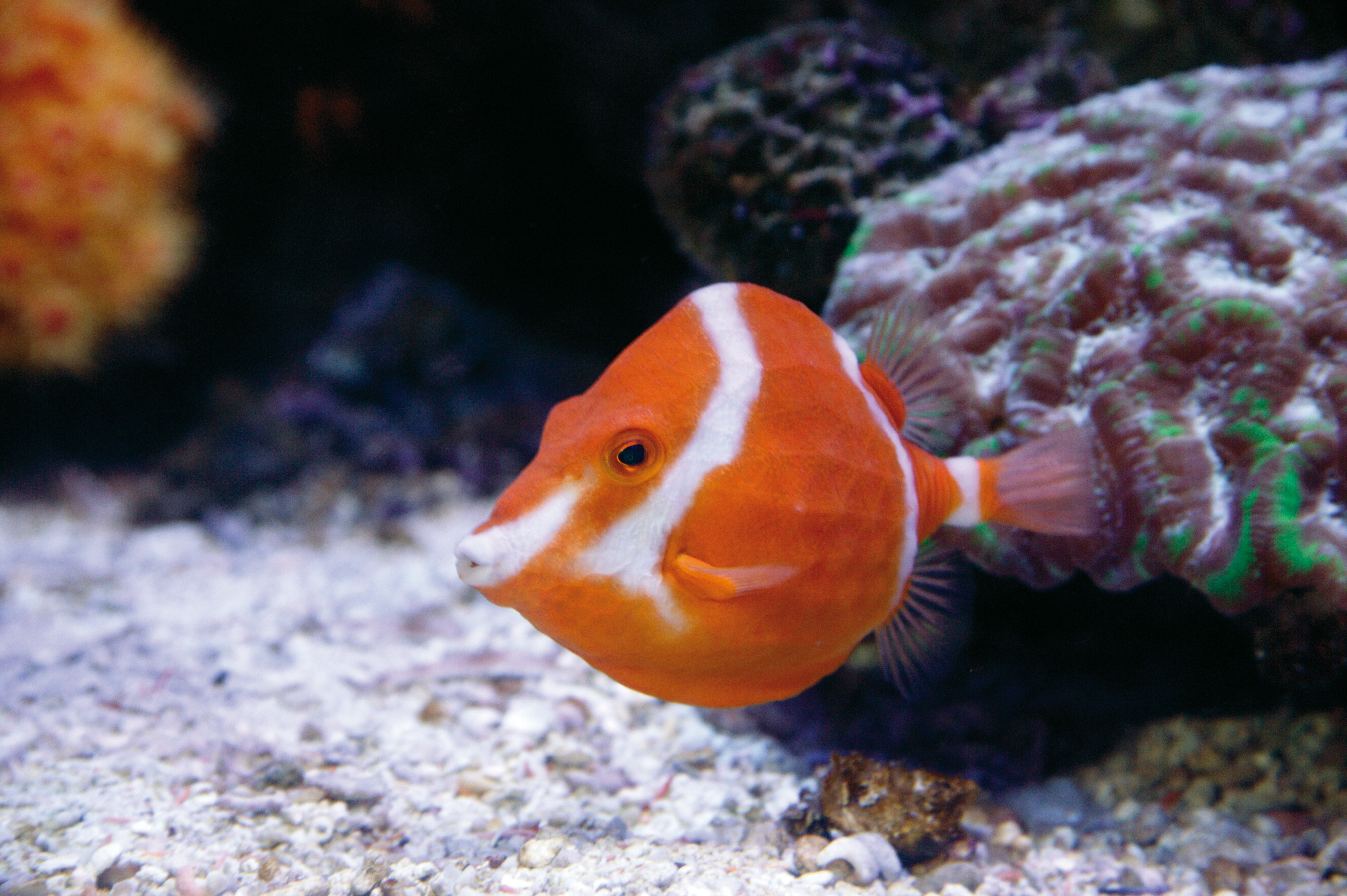